# Зимбабве на летних Олимпийских играх 1996
Зимбабве принимала участие в Летних Олимпийских играх 1996 года в Атланте (США) в пятый раз за свою историю, но не завоевала ни одной медали. Сборную страны представляла 1 женщина.

## Результаты соревнований

### Водные виды спорта

#### Прыжки в воду
По итогам предварительных 6 прыжков в полуфинал проходило 18 спортсменов. Далее прыгуны выполняли по 5 прыжков из обязательной программы, результаты которых суммировались с результатами предварительных прыжков. По общей сумме баллов определялись финалисты соревнований. Финальный раунд, состоящий из 6 прыжков, спортсмены начинали с результатом, полученным в полуфинале.
Мужчины
| Соревнование      | Спортсмены  | Предварительный раунд | Предварительный раунд | Полуфинал | Полуфинал | Сумма     | Сумма | Финал                | Финал                | Итог                 | Итог                 |
| Соревнование      | Спортсмены  | Результат             | Место                 | Результат | Место     | Результат | Место | Результат            | Место                | Результат            | Место                |
| ----------------- | ----------- | --------------------- | --------------------- | --------- | --------- | --------- | ----- | -------------------- | -------------------- | -------------------- | -------------------- |
| трамплин, 3 метра | Эван Стюарт | 361,53                | 11 Q                  | 206,43    | 12        | 567,96    | 13    | Завершил выступление | Завершил выступление | Завершил выступление | Завершил выступление |